# 마블 원샷츠
마블 원샷츠(Marvel One-Shots)는 마블 스튜디오 제작의 비디오 단편 영화 시리즈이며, 마블 시네마틱 유니버스에 속한다. 1번째 The Consultant는 2011년 9월 13일에 발매된 토르: 천둥의 신의 Blu-ray에 수록되었다. 2번째 A Funny Thing Happened on the Way to Thor's Hammer는 2011년 10월 25일에 발매된 퍼스트 어벤져의 Blu-ray에 수록되었다. 두 작품 모두 클라크 그레그가 필 콜슨 역으로 출연하고 있으며, SHIELD에서의 생활을 보여주고 있다.

## 작품 목록
- The Consultant
- A Funny Thing Happened on the Way to Thor's Hammer
- Item 47
- Agent Carter
- All Hail the King
- Team Thor
- Team Thor: Part Two
- Team Darryl